# Anna Bałdyga
Anna Bałdyga (ur. w 1952 w Piątkowiźnie) – polska tkaczka, śpiewaczka i rękodzielniczka z kurpiowskiej Puszczy Zielonej, laureatka Nagrody im. Oskara Kolberga.

## Życiorys
W latach 70. XX w. wraz z rodziną przeprowadziła się do wsi Mazuchówka na Mazurach. Od 2005 prowadzi tu pracownię tkacką oraz warsztaty plastyki obrzędowej i dekoracyjnej. Tkaniny tka na krosnach, wiedzę czerpiąc zarówno z praktyki, badań nad sprzętami w zbiorach muzealnych i literatury etnograficznej. Wytwarza tkaniny płócienne, dwuosnowowe, wielonicielnicowe, pasiaki, sejpaki, chodniki-szmaciaki, krajki na deseczkach tkackich i krosienkach tabliczkowych. Na tkaninach umieszcza motywy regionalne, m.in. wycinankę. Tkać nauczyła się od matki, która wykonywała chodniki szmaciaki. Tkactwem zajmuje się regularnie od 2000. 
Wykonuje bukiety z kwiatów z bibuły, pająki, palmy i pisanki. Z jednej strony kontynuuje tradycje kurpiowskie, z drugiej – czerpie ze wzorów sztuki ludowej Mazur, Podlasia, Suwalszczyzny i Wileńszczyzny.
W Mazuchówce ma liczne grono uczennic. W 2011 była stypendystką Ministerstwa Kultury, co pozwoliło jej prowadzić w gminie Wydminy zajęcia z tkactwa i plastyki obrzędowej. Poza tym prowadzi kursy tkactwa w Łucznicy, Czaplinku, w Olsztynie, Olsztynku i Węgorzewie, jak również kursy rękodzielnicze (w Zlatej Horze w Czechach i w Kiejdanach na Litwie). Kursy tkackie przez nią prowadzone są stałym elementem programu Akademii Łucznica w Łucznicy.
Jako uczestniczka konkursów sztuki tkackiej i plastyki obrzędowej Anna Bałdyga zdobywała liczne nagrody (m.in. w Muzeum Kultury Ludowej w Węgorzewie – 1992, 1995, 1997, 1999, 2000; w skansenie w Olsztynku – 2001; w Muzeum w Kętrzynie – 2011 i 2012 i dwukrotnie I miejsce). W 2020 zwyciężyła w konkursie Radia Olsztyn „Jawor – u źródeł kultury”. Nagrodzono ją w kategorii rękodzielnictwa. Brała udział w jarmarkach i pokazach twórczości w Polsce, jak też w Czechach, Niemczech, Rosji i Litwie.
Od 2004 jest członkinią Stowarzyszenia Twórców Ludowych. Pełni funkcję prezeski Oddziału Warmińsko-Mazurskiego STL.
Z mężem Stanisławem, który pochodzi z tej samej miejscowości i z którym ślub wzięła w 1974, wychowała dziesięcioro dzieci: osiem córek i dwóch synów. Bałdygowie przekazali im tradycje kurpiowskie, umiejętność śpiewu, rękodzieła i sztuki ludowej, zamiłowanie do muzyki instrumentalnej. Dom Bałdygów stał się ośrodkiem folkloru i tradycyjnych umiejętności artystycznych. W 1978 Anna i Stanisław pierwszy raz wystąpili razem. W 1984 założyli zespół  „Piętkowiacy”. W 1992 zaczęli występy w rodzinnej kapeli (Stanisław Bałdyga – harmonia pedałowa, Władysław Śmigiel – bębenek, Anna Bałdyga – śpiew). W 1996 do zespołu dołączyły dzieci Bałdygów (śpiew i taniec). W 2006 i 2011 zespół wystąpił na Festiwalu Kapel i Śpiewaków Ludowych w Kazimierzu i zdobył wyróżnienia.
W 1999 Anna i Stanisław Bałdygowie w konkursie "Lata z radiem" i tygodnika "Tina" zostali wybrani Superparą Roku. W 2009 Anna Bałdyga jedną z bohaterek projektu Ostatni mistrzowie kultury ludowej realizowanego przez Centrum Kultury i Współpracy Międzynarodowej "Światowid" w Elblągu. W 2016 była kandydatką w konkursie na Kobietę Roku KIK. W 2016 wystąpiła w teledysku do utworu "Korzenie rodzinne" w wykonaniu dzieci i młodzieży ze Stowarzyszenia Wspierania Edukacji Artystycznej Dzieci i Młodzieży SUKCES z Mrągowa.
W 2017 otrzymała Nagrodę im. Oskara Kolberga.